# Dubové (Kóvel)
Dubové (ucraniano: Дубове́; polaco: Dubowa) es un municipio rural y pueblo de Ucrania perteneciente al raión de Kóvel de la óblast de Volinia.
En 2018 el municipio tenía una población de 3636 habitantes, de los que unos mil setecientos vivían en la capital municipal y el resto repartidos en nueve pedanías. El municipio fue fundado en 2016 mediante la fusión de los consejos rurales de Dubové, Horodyshche y Oblapy, a los que se sumaron en 2020 los de Butsyn y Sekún. Además de estos cinco pueblos, pertenecen al actual municipio otros cinco: Bájiv, Berbka, Hredký, Krasnovolia y Mýslyna.
Se ubica en la periferia septentrional de Kóvel, en la salida de la carretera M19 que lleva a Brest.

## Historia
Se conoce la existencia del pueblo en documentos desde el siglo XVI, cuando aparece como una pedanía de Kóvel en los documentos por los que dicha ciudad fue entregada por Wasyl Sanguszko a Bona Sforza de Milán. En 1652-1653 se asentaron aquí tropas polacas para defender Kóvel frente a la rebelión de Jmelnitski, lo que dio lugar a combates alrededor del pueblo. En la partición de 1795 pasó a formar parte del Imperio ruso, que estableció aquí la sede de una vólost en el uyezd de Kóvel de la gobernación de Volinia; a finales del siglo XIX, se suprimió la vólost de Dubové y el pueblo pasó a ser una pedanía de Nesujoyizhi.
El pueblo fue quemado por las tropas austrohúngaras en la Primera Guerra Mundial, por lo que tuvo que ser reconstruido por la Segunda República Polaca. En 1939 pasó a formar parte de la RSS de Ucrania, que al año siguiente estableció aquí la sede de un koljós. En 1944, los invasores alemanes intentaron secuestrar a los jóvenes locales para hacer trabajos forzados, pero los vecinos consiguieron escapar a tiempo; en represalia, el pueblo volvió a ser quemado y solo aguantaron seis casas en pie. La reconstrucción del pueblo comenzó en 1947, cuando se reabrió el koljós. Antes de la fundación del actual municipio en 2016, Dubové era sede de un consejo rural que únicamente incluía como pedanías a Bájiv y Berbka.